# The Strangers (2008)
The Strangers is een Amerikaanse horrorfilm uit 2008 van Bryan Bertino. De productie werd genomineerd voor onder meer de Saturn Award, Empire Award en Golden Trailer Award voor de beste horrorfilm. The Strangers werd in Nederland uitgebracht op 16 juli 2008.
De alternatieve titel (werktitel) van de film luidt The Faces.

## Verhaal
Kristen en James rijden naar het vakantiehuis van zijn ouders na het bezoeken van een bruiloftsfeest. Er is iets voorgevallen tussen de twee, waardoor er spanningen en langdurige stiltes zijn tijdens de autorit. Hij blijkt haar die avond te hebben gevraagd met hem te trouwen, wat zij geweigerd heeft. Kristen houdt van James, maar vindt het nog te vroeg voor een huwelijk. Eenmaal bij het vakantiehuis bespreken ze samen het voorval. Hoewel James een emotionele tik heeft gekregen door haar weigering, tonen de geliefden begrip voor elkaar en lijkt tijdens het gesprek de lucht een beetje te klaren.
Dan wordt er op de deur gebonsd en staat er een onbekend meisje voor de deur in de schaduw om te vragen of Tamara er is, iemand die het stel niet kent. Hoewel ze de bezoeker doorsturen, keert die daarna verschillende malen terug met dezelfde vraag. Vervolgens volgen de vreemde voorvallen elkaar op en ontaardt de boel in een nachtmerrie. Het stel wordt zonder aanwijsbare reden belaagd door een gemaskerde man en twee gemaskerde vrouwen die op bloed uit zijn.

## Rolverdeling
- Liv Tyler - Kristen McKay
- Scott Speedman - James Hoyt
- Gemma Ward - Dollface
- Kip Weeks - The Man in the Mask
- Laura Margolis - Pin-Up Girl
- Glenn Howerton - Mike, Hoyts beste vriend
- Alex Fisher - Mormoons jongetje
- Peter Clayton-Luce - Mormoons jongetje